# Molgula spiralis
Molgula spiralis är en sjöpungsart som beskrevs av Kott 1954. Molgula spiralis ingår i släktet Molgula och familjen kulsjöpungar. Inga underarter finns listade i Catalogue of Life.